# Carsten Sebastian Henn

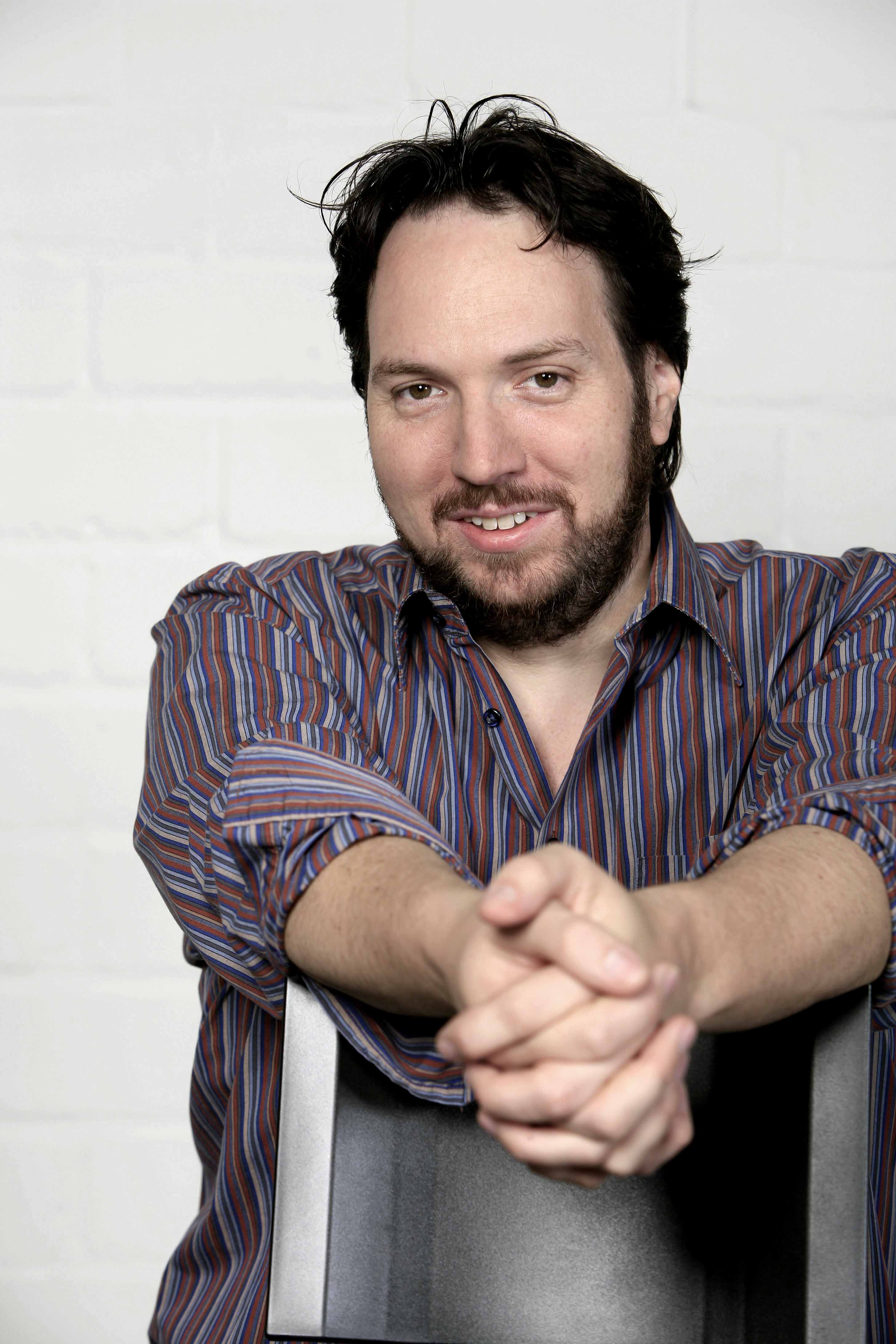
Carsten Sebastian Henn (2009)

Carsten Sebastian Henn (* 29. Oktober 1973 in Köln) ist ein deutscher Autor, Dramatiker und Journalist.

## Leben
Henn besuchte das Albert-Schweitzer-Gymnasium (Hürth), machte dort 1993 Abitur und begann dann ein Studium  an der Universität zu Köln. 1996 war er der jüngste Autor in der Anthologie Junger Westen, die einen Überblick über Gegenwartsliteratur in NRW vermittelt. Nach dem Magisterabschluss in den Fächern Völkerkunde, Soziologie und Geographie studierte er 1997 in Adelaide/Australien Völkerkunde und Weinbau. Bis 2008 war er in der Verwaltung seiner Heimatstadt Hürth angestellt, seitdem konzentriert er sich auf seine schriftstellerische und journalistische Arbeit.
Als freier Weinjournalist schreibt Henn für nationale und internationale Magazine und sitzt in den Jurys mehrerer Weinpreise. Seit 2002 ist er beim Gault-Millau WeinGuide tätig, zuerst als Verantwortlicher für das Weinbaugebiet Nahe, seit 2014 als Chefredakteur. Seit 2013 ist er der Restaurantkritiker des Kölner Stadt-Anzeigers. Seit 2018 ist er Chefredakteur des Weinmagazins Vinum.
Carsten Sebastian Henn schreibt Romane (vor allem Kriminalromane), sowie Sachbücher zu den Themen Wein und Kulinarik. Er veröffentlicht Lyrik und Erzählungen in Zeitschriften (z. B. „Das Gedicht“) und Anthologien (u. a. bei Rowohlt, Wunderlich und dem dtv). Sein Debüt-Roman war die erotische Geschichte Julia, angeklickt (2000). Im Mai 2002 folgte mit In vino veritas der erste Band eines „kulinarisch-vinophilen“ Krimi-Zyklus um den Ahrtaler Spitzenkoch und Hobbydetektiv Julius Eichendorff, der dort als Nachfahre des berühmten deutschen Dichters Joseph von Eichendorff auftritt. Dieser Zyklus zählte bis 2014 sieben Bände, die zusätzlich als Hörbücher, gelesen von Jürgen von der Lippe, erschienen sind. 2007 erschien der Erzählungsband Henkerstropfen mit 23 kulinarischen Kurzkrimis. Das Vorwort schrieb der Koch Dieter Müller. Ein zweiter Krimi-Zyklus begann 2008 mit Tod & Trüffel – Ein Hundekrimi aus dem Piemont, der sich um Niccolò, ein Italienisches Windspiel, und den alten Trüffelhund Giacomo, einen Lagotto Romagnolo, dreht.
Sein Roman Der Buchspazierer (Pendo-Verlag) erreichte Platz 6 auf der Jahresbestsellerliste 2021. Auf der Jahresbestenliste 2022 erreichte der Roman Platz 10 – ungewöhnlich für einen Roman, der bereits zwei Jahre zuvor erschienen war. Das Buch wurde von Ngo The Chau mit Christoph Maria Herbst und Yuna Bennett verfilmt. Daraufhin errang der Roman 2024 erneut eine Top-Ten-Platzierung in der Jahresbestsellerliste, diesmal auf Rang 7.
Henn wohnt in Hürth. Er ist Mitglied der „Fédération Internationale des Journalistes et Ecrivains des Vins et Spiritueux“ (FIJEV) sowie im Verband Deutscher Schriftsteller (VS) in der ver.di, Bezirk Köln. 2022 war er Mitgründer des PEN Berlin.
Mit Freunden bewirtschaftet er einen Steilstweinberg in der Lage St. Aldegunder Himmelreich (Mosel) und baut dort seinen eigenen Wein, einen Riesling, an.

## Ehrungen und Auszeichnungen
- 1998 Erster Gewinner des „Jack-Gonski-Preises“ für SlamPoetry
- 2005 Kulturpreis der Stadt Hürth
- 2014 Kulturpreis des Rhein-Erft-Kreises
- 2022 LovelyBooks Community Award Bronze in der Kategorie Unterhaltung für Der Geschichtenbäcker[6]
- 2024 „Hörbuch des Monats Dezember“ durch die Deutsche Akademie für Kinder- und Jugendliteratur für Die Goldene Schreibmaschine[7]
- 2024 LovelyBooks Community Award Gold in der Kategorie Kinderbuch für Die Goldene Schreibmaschine[8]
- 2025 Longlist Deutscher Hörbuchpreis in der Kategorie Bestes Kinderhörbuch für Die Goldene Schreibmaschine[9]

## Werke
- Julia, angeklickt. Ein erotischer Internet-Roman. Rowohlt, Reinbek 2000, ISBN 3-499-26243-6.
- Birne sucht Helene. Eine kulinarische Liebesgeschichte. List, Berlin 2010, ISBN 978-3-471-35036-2.
- Gran Reserva. Ein Wein-Krimi. Piper, München 2012, ISBN 978-3-492-30149-7.
- Wein, Mord und Gesang – Eine kriminelle Reise durch Deutschlands Weinbaugebiete (Herausgeber). KBV, Hillesheim 2012, ISBN 978-3-940077-91-2.
- Das Apfelblütenfest. Pendo, München 2016, ISBN 978-3-86612-386-1. Hörbuch: 2022, ISBN 978-3-86952-573-0 (gelesen von Richard Barenberg)
- Eine Prise Sterne. Pendo, München 2017, ISBN 978-3-86612-429-5.
- Der Gin des Lebens. Dumont. Köln 2020, ISBN 978-3-8321-8397-4. Hörbuch: 2020, ISBN 978-3-95441-516-8 (1 MP3-CD, gelesen von Carsten Sebastian Henn).
- Der Buchspazierer.[10] Pendo. München 2020, ISBN 978-3-86612-477-6. Hörbuch[11]: 2021, ISBN 978-3-8449-2808-2 (gelesen von Reinhard Kuhnert)
- Rum oder Ehre. Dumont. Köln 2021, ISBN 978-3-8321-8398-1. Hörbuch: 2021, ISBN 978-3-95441-577-9 (1 MP3-CD, gelesen von Carsten Sebastian Henn)
- Der Geschichtenbäcker. Piper, München 2022, ISBN 978-3-492-07134-5. Hörbuch[12]: 2022, ISBN 978-3-86952-544-0 (gelesen von Reinhard Kuhnert)
- Ein Schuss Whiskey. Dumont. Köln 2022, ISBN 978-3-8321-8175-8.
- Die Butterbrotbriefe. Piper, München 2023, ISBN 978-3-492-07182-6. Hörbuch: 2023, ISBN 978-3-8449-3533-2 (gelesen von Steffen Groth)

Julius-Eichendorff-Zyklus
- In vino veritas. Ein kulinarischer Krimi. Emons, Köln 2002, ISBN 3-89705-425-6 (Eifel-Krimi. 4). Hörbuch: 2005, ISBN 3-89705-425-6 (3 CDs, gelesen von Jürgen von der Lippe).
- Nomen est omen. Ein kulinarischer Krimi. Emons, Köln 2003, ISBN 3-89705-283-0 (Eifel-Krimi. 5). Hörbuch: 2009, ISBN 978-3-89705-690-9 (4 CDs, gelesen von Jürgen von der Lippe). Als Taschenbuch mit neuem Titel: Aqua et Vinum: Eifel-Krimi. Heyne Verlag, 2012
- In dubio pro vino. Ein kulinarischer Krimi. Emons, Köln 2004, ISBN 3-89705-357-8 (Eifel-Krimi. 6). Hörbuch: 2008, ISBN 978-3-89705-547-6 (4 CDs, gelesen von Jürgen von der Lippe).
- Vinum Mysterium. Ein kulinarischer Krimi. Emons, Köln 2006, ISBN 978-3-89705-424-0 (Eifel-Krimi. 7). Hörbuch: 2006, ISBN 978-3-89705-458-5 (4 CDs, gelesen von Jürgen von der Lippe).
- Vino Diavolo. Ein kulinarischer Krimi. Emons, Köln 2008, ISBN 978-3-89705-583-4 (Eifel-Krimis. 8). Hörbuch: 2008, ISBN 978-3-89705-616-9 (4 CDs, gelesen von Jürgen von der Lippe).
- Carpe Vinum. Ein Krimi-Kochbuch. Emons, Köln 2011, ISBN 978-3-89705-848-4 (Eifel-Krimi.). Hörbuch: 2012, ISBN 978-3-89705-986-3 (2 CDs, gelesen von Jürgen von der Lippe).
- Ave Vinum. Ein kulinarischer Krimi. Emons, Köln 2014, ISBN 978-3-95451-266-9 (Eifel-Krimi.). Hörbuch: 2014, ISBN 978-3-95451-468-7 (4 CDs, gelesen von Jürgen von der Lippe).
- Vino Furioso. Ein kulinarischer Krimi. Emons, Köln 2019, ISBN 978-3-7408-0634-7 (Eifel-Krimi.). Hörbuch: 2020, ISBN 978-3-7408-1041-2 (2 CD-ROM, gelesen von Carsten Sebastian Henn).

Kurzkrimi-Sammlungen
- Henkerstropfen. Kulinarische Kurzkrimis. Emons, Köln 2007, ISBN 978-3-89705-484-4 (Vorwort von Dieter Müller). Hörbuch: 2008, ISBN 978-3-89705-584-1 (2CDs, gelesen von Konrad Beikircher).
- Henkersmahlzeit. Kulinarische Kurzkrimis. Emons, Köln 2010, ISBN 978-3-89705-712-8 (Vorwort von Hans Stefan Steinheuer). Hörbuch: 2013, ISBN 978-3-95451-078-8 (3 CDs, gelesen von Jürgen von der Lippe).
- Mordshäppchen. Kulinarische Kurzkrimis. Emons, Köln 2021, ISBN 978-3-7408-1321-5. Hörbuch: 2021, ISBN 978-3-95441-582-3 (1 CD-ROM, gelesen von Bernd Stelter).

Niccolo-&-Giacomo-Zyklus
- Tod & Trüffel. Ein Hundekrimi aus dem Piemont. List, Berlin 2008, ISBN 978-3-471-30002-2.
- Blut & Barolo. Ein Hundekrimi aus dem Piemont. List, Berlin 2009, ISBN 978-3-471-30003-9.

Professor-Bietigheim-Zyklus
- Die letzte Reifung. Ein kulinarischer Krimi. Pendo, München 2011, ISBN 978-3-86612-252-9.
- Der letzte Aufguss. Ein kulinarischer Krimi. Pendo, München 2012, ISBN 978-3-86612-256-7. Hörbuch: 2018, ISBN 978-3-95441-451-2 (1 CD-ROM, gelesen von Carsten Sebastian Henn).
- Die letzte Praline. Ein kulinarischer Krimi. Pendo, München 2013, ISBN 978-3-86612-335-9.
- Der letzte Whisky. Ein kulinarischer Krimi. Pendo, München 2014, ISBN 978-3-86612-368-7. Hörbuch: 2017, ISBN 978-3-95441-320-1 (10 CDs, gelesen von Carsten Sebastian Henn).
- Der letzte Champagner. Ein kulinarischer Krimi. Pendo, München 2016, ISBN 978-3-86612-329-8.
- Der letzte Caffè. Ein kulinarischer Krimi. Pendo, München 2018, ISBN 978-3-86612-445-5.

Sachbücher
- Wein. Ein Schnellkurs in 10 Gläsern. Heel, Königswinter 2003, ISBN 3-89880-167-5. Hörbuch: 2015, ISBN 978-3-95451-715-2 (4CDs, gelesen von Bernd Stelter).
- Henns lustige Weinschule. Bassermann, München 2006, ISBN 978-3-8094-1983-9 (früherer Titel Weinwissen für Angeber).
- Henns Weinführer Mittelrhein. Geschichte, Lagen, Weine und Reisetipps. Emons, Köln 2005, ISBN 3-89705-378-0.
- Henns Weinführer Ahr. Geschichte, Lagen, Weine und Reisetipps. Emons, Köln 2006, ISBN 978-3-89705-431-8.
- Weinführer Supermarkt. Extra mit Champagner, Sekt, Prosecco und Bio-Weinen. Südwest-Verlag, München 2006, ISBN 978-3-517-08233-2.
- 111 deutsche Weine, die man getrunken haben muss. Emons, Köln 2011, ISBN 978-3-89705-849-1.
- 111 mal lecker essen in Köln – Der andere Restaurantführer. Emons, Köln 2013, ISBN 978-3-95451-214-0 (zusammen mit Torsten Goffin).
- Jean-Marie Dumaine – Ein Leben in 14 Gängen. KBV, Hillesheim 2019, ISBN 978-3-95441-508-3 (zusammen mit Nikolai Wojtko).
- Das kriminelle Kochbuch – Killer, Schnüffler und Rezepte. KBV, Hillesheim 2021, ISBN 978-3-95441-545-8 (zusammen mit Ralf Kramp und Ira Schneider).
- 111 Weine aus aller Welt, die man getrunken haben muss. Emons, Köln 2021, ISBN 978-3-7408-0859-4.
- Grillen & Killen – Mörderische Storys und kriminell gute Rezepte. KBV, Hillesheim 2022, ISBN 978-3-95441-606-6 (zusammen mit Ralf Kramp und Ira Schneider).
- Der Mann, der auf einen Hügel stieg und von einem Weinberg herunterkam. Dumont, Köln 2022, ISBN 978-3-8321-8174-1.
- Gebrauchsanweisung für Wein[13]. Piper, München 2024, ISBN 978-3-492-27770-9.

Romane in Kooperation
- Der Tod spielt mit. KBV, Hillesheim 2006, ISBN 978-3-937001-81-4 (zusammen mit Jutta Profijt und Patricia Vohwinkel).
- Mords-Weihnachten. KBV, Hillesheim 2008, ISBN 978-3-940077-88-2 (zusammen mit Monica Mirelli und Ralf Kramp).
- Mords-Ostern. KBV, Hillesheim 2009, ISBN 978-3-940077-57-8 (zusammen mit Monica Mirelli und Ralf Kramp).
- Mords-Muttertag. KBV, Hillesheim 2010, ISBN 978-3-940077-81-3 (zusammen mit Monica Mirelli und Ralf Kramp).
- Mords-Geburtstag. KBV, Hillesheim 2011, ISBN 978-3-942446-18-1 (zusammen mit Monica Mirelli und Ralf Kramp).
- Mords-Hochzeit. KBV, Hillesheim 2013, ISBN 978-3-942446-88-4 (zusammen mit Monica Mirelli und Ralf Kramp).
- 8. KBV, Hillesheim 2013, ISBN 978-3-942446-91-4 (zusammen mit Peter Godazgar, Kathrin Heinrichs, Jürgen Kehrer, Ralf Kramp, Tatjana Kruse, Sandra Lüpkes, Sabine Trinkaus).
- Mords-Urlaub. KBV, Hillesheim 2015, ISBN 978-3-95441-239-6 (zusammen mit Uwe Voehl und Ralf Kramp).
- Acht Leichen zum Dessert. KBV, Hillesheim 2016, ISBN 978-3-95441-321-8 (zusammen mit Peter Godazgar, Kathrin Heinrichs, Jürgen Kehrer, Ralf Kramp, Tatjana Kruse, Sandra Lüpkes, Sabine Trinkaus).
- Mords-Feste. KBV, Hillesheim 2017, ISBN 978-3-95441-358-4 (zusammen mit Uwe Voehl und Ralf Kramp).
- Mords-Feste 2. KBV, Hillesheim 2017, ISBN 978-3-95441-379-9 (zusammen mit Uwe Voehl und Ralf Kramp).

Kinderbuch
- Das größte Butterbrot der Welt. Emons, Köln 2008, ISBN 978-3-89705-575-9 (mit Illustrationen von Heribert Stragholz).
- Die Goldene Schreibmaschine. Oetinger, Hamburg 2024, ISBN 978-3-75120-589-4 (als Hörbuch gelesen von Stephan Benson).[14]
- Das Müfflon und der Traum vom Stinken. Oetinger, Hamburg 2025, ISBN 978-3-75120-465-1 (mit Illustrationen von Heribert Erica J. Cheng) (als Hörbuch gelesen von Andreas Fröhlich).[15]

Theaterstücke
- Halbpension mit Leiche, Deutscher Theaterverlag 2019 (zusammen mit Peter Godazgar, Kathrin Heinrichs, Jürgen Kehrer, Ralf Kramp, Tatjana Kruse, Sandra Lüpkes, Sabine Trinkaus)
- Blitzeis, Deutscher Theaterverlag 2019 (zusammen mit Ralf Kramp)
- Bares, Rares – und weg war es!, Vertriebsstelle und Verlag Deutscher Bühnenschriftsteller und Bühnenkomponisten 2021 (zusammen mit Peter Godazgar, Kathrin Heinrichs, Jürgen Kehrer, Ralf Kramp, Tatjana Kruse, Sandra Lüpkes, Sabine Trinkaus)
- Es fährt ein Chor nach Nirgendwo, Deutscher Theaterverlag 2024 (zusammen mit Sabine Trinkaus)[16]